# Женская сборная Сербии по кёрлингу
Женская сборная Сербии по кёрлингу — представляет Сербию на международных соревнованиях по кёрлингу. Управляющей организацией выступает Национальная ассоциация кёрлинга Сербии (серб. Национални савез за карлинг Србиje, англ. National Curling Association of Serbia).

## Результаты выступлений

### Чемпионаты Европы
| Год       | Игры           | Победы         | Поражения      | Место          |
| --------- | -------------- | -------------- | -------------- | -------------- |
| 1975—2009 | не участвовали | не участвовали | не участвовали | не участвовали |
| 2010      | 4              | 0              | 4              | 23             |
| 2011      | 4              | 0              | 4              | 27             |
| 2012—2022 | не участвовали | не участвовали | не участвовали | не участвовали |
| 2023      | 9              | 0              | 9              | 28             |

В чемпионатах Европы 2010—2011? 2023 сборная Сербии выступала в дивизионе «С». В колонке Место указаны итоговые позиции команды с учётом общей классификации.